# 国境検問所
国境検問所（こっきょうけんもんじょ）とは、陸上にある国境を、車両（鉄道を含む）もしくは徒歩で横断できる場所に設けられた、国境を挟む両国の出入国管理施設である。正式に国境を横断できる唯一の場所であり、チェックポイント(checkpoint)と呼ばれる。一般的に、国境にまたがる道路や鉄道の国境両側に近接して設けられている。
橋や海底トンネルで対岸の国との間を結ばれていない1国のみを形成する日本などの島国や、1国のみを形成するオーストラリア大陸を有するオーストラリアにおいては、国境検問所が存在しない。出入国管理施設がある場所は、空港と港湾に限られる。特殊な例としては、韓国は陸地に国境を有するが、国境検問所は存在しない。これは、韓国と唯一陸路で国境が接している北朝鮮との国交がなく、自由な往来も認められていないためである。

## 道路上のチェックポイント

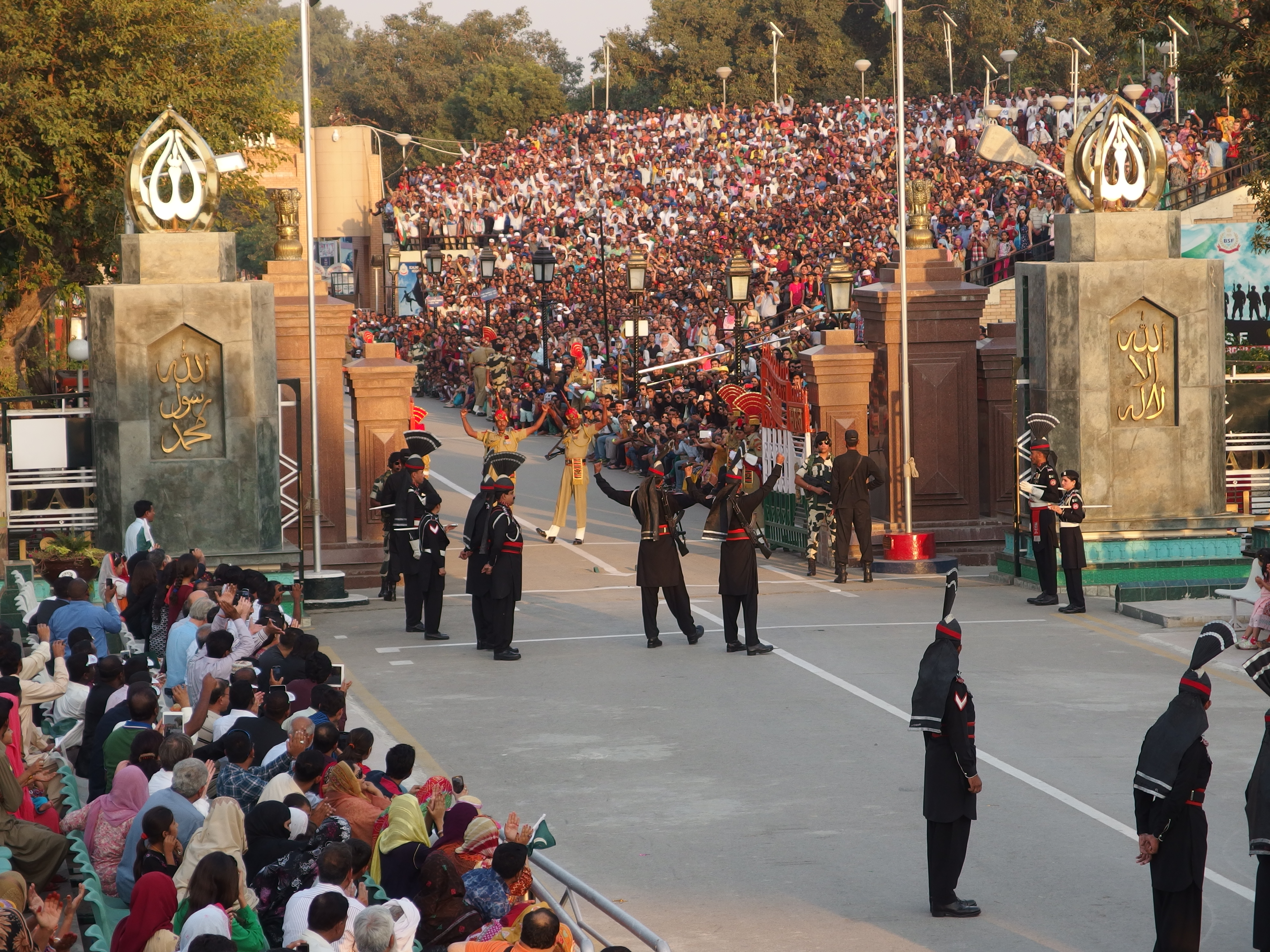
インドとパキスタンの国境検問所（ワガ）

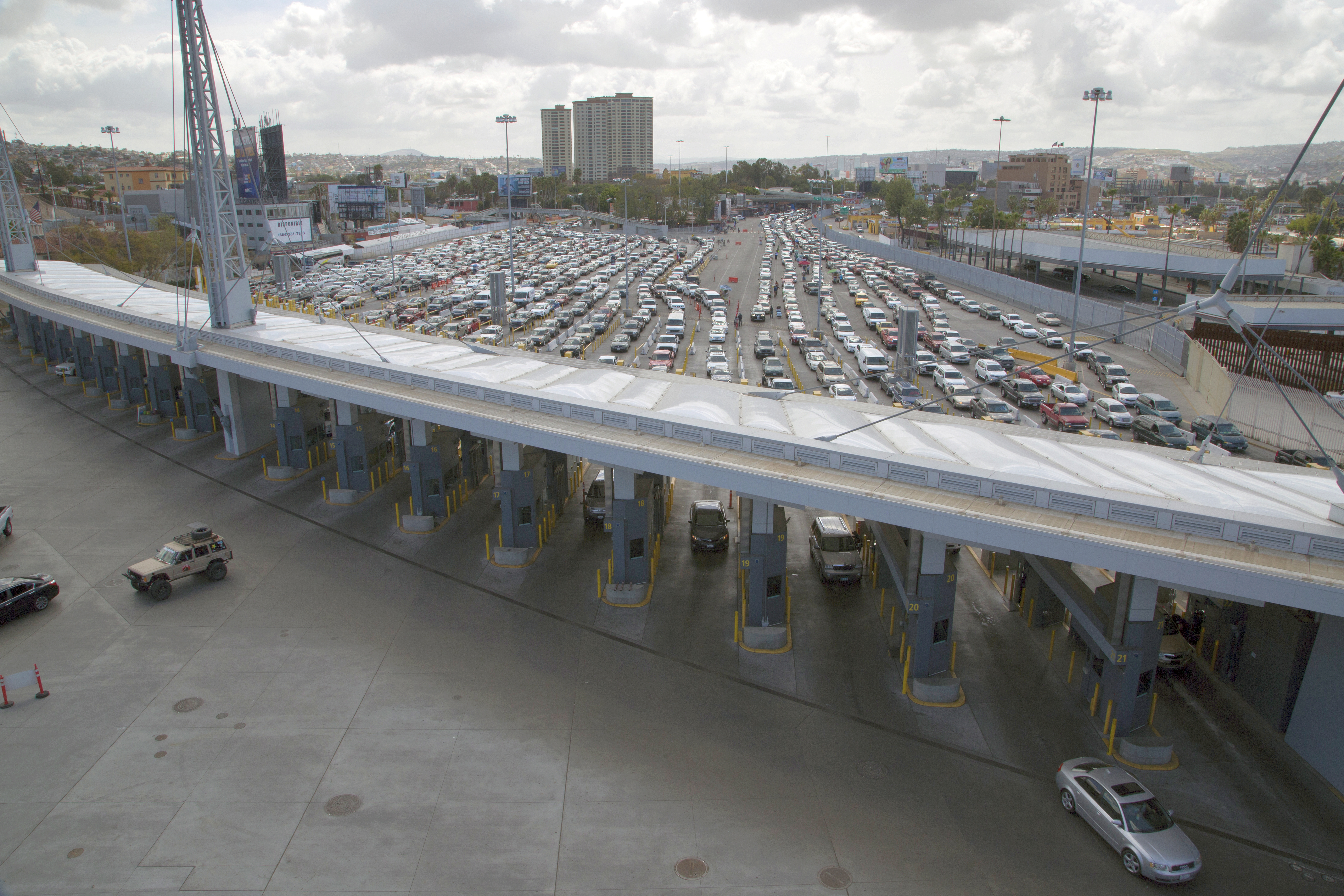
サン・イシドロ国境検問所（アメリカ＝メキシコ国境）

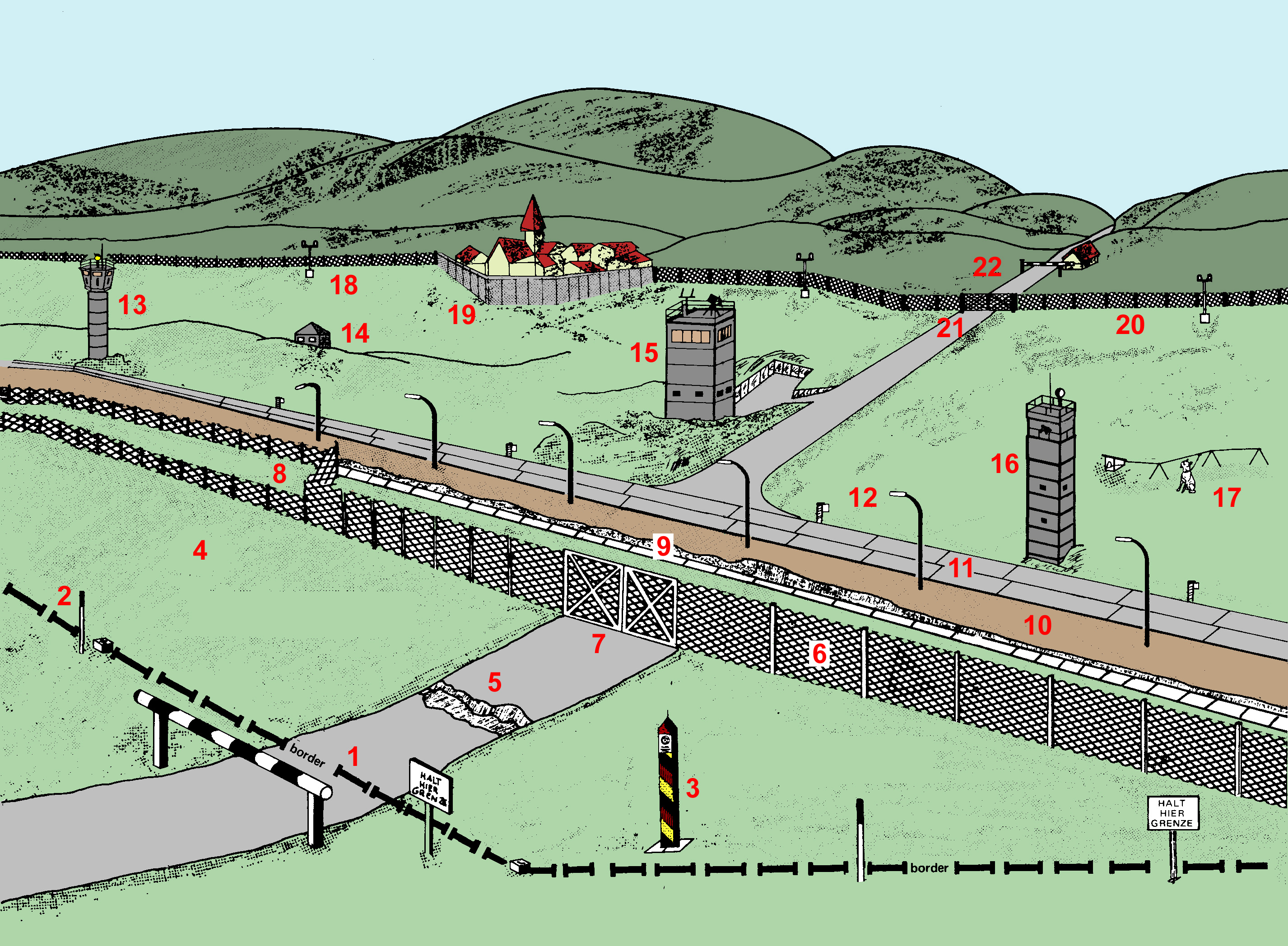
ドイツ国内国境線の検問所の図解

- 図們口岸、図們国境大橋 -  中国/ 北朝鮮
- 新鴨緑江大橋 -  中国/ 北朝鮮
- 中朝友誼橋 -  中国/ 北朝鮮
- 臨江鴨緑江大橋 -  中国/ 北朝鮮
- 長恵国際大橋 -  中国/ 北朝鮮
- 図們江大橋 -  中国/ 北朝鮮
- 東興口岸 -  中国/ ベトナム
- 天保口岸 -  中国/ ベトナム
- 友誼関 -  中国/ ベトナム
- モーハン口岸 -  中国/ ラオス
- 打洛口岸 -  中国/ ミャンマー
- 瑞麗口岸 -  中国/ ミャンマー
- 饒河口岸 -  中国/ ロシア
- 黒河口岸 -  中国/ ロシア
- 呼瑪口岸 -  中国/ ロシア
- 嘉蔭口岸 -  中国/ ロシア
- 富錦口岸 -  中国/ ロシア
- 孫呉口岸 -  中国/ ロシア
- 東寧口岸 -  中国/ ロシア
- 蘿北口岸 -  中国/ ロシア
- 虎林口岸 -  中国/ ロシア
- 密山口岸 -  中国/ ロシア
- 撫遠口岸 -  中国/ ロシア
- 琿春口岸 -  中国/ ロシア
- 遜克口岸 -  中国/ ロシア
- 満州里口岸 -  中国/ ロシア
- 綏芬河口岸 -  中国/ ロシア
- エレンホト口岸 -  中国/ モンゴル
- 霍爾果斯口岸 -  中国/ カザフスタン
- 都拉塔口岸 -  中国/ カザフスタン
- 阿拉山口口岸 -  中国/ カザフスタン
- 阿黒土別克口岸 -  中国/ カザフスタン
- 紅其拉甫口岸 -  中国/ パキスタン
- 文錦渡口岸/文錦渡管制站 -  中国/ 香港 (一国二制度により設置。「管制站」は香港側の名前)
- 皇崗口岸/落馬洲管制站 -  中国/ 香港 (同上)
- 深圳湾口岸 -  中国/ 香港 (同上)
- 拱北口岸/ボーダーゲート -  中国/ マカオ (一国二制度により設置。)
- 横琴口岸/ロータス・ブリッジ/コタイフロンティアポート -  中国/ マカオ (同上)
- 港珠澳大橋 -  中国/ 香港/ マカオ(同上)
- ジョホール・シンガポール・コーズウェイ -  シンガポール/ マレーシア
- マレーシア・シンガポール・セカンドリンク -  シンガポール/ マレーシア
- ウッドランズ・チェックポイント -  シンガポール/ マレーシア
- ワガ -  インド/ パキスタン
- タイ＝ラオス友好橋 -  タイ/ ラオス
- 第2タイ＝ラオス友好橋 -  タイ/ ラオス
- 第3タイ・ラオス友好橋 -  タイ/ ラオス
- 第4タイ・ラオス友好橋 -  タイ/ ラオス
- アレンビー橋 -  パレスチナ/ ヨルダン
- アンバサダー橋 -  アメリカ合衆国/ カナダ
- ナイアガラの滝 -  アメリカ合衆国/ カナダ
- サン・イシドロ 国境検問所 -  アメリカ合衆国/ メキシコ
- チルンド橋 -  ジンバブエ/ ザンビア
- ヴィクトリアフォールズ橋 -  ジンバブエ/ ザンビア
- ルスモ滝 -  ルワンダ/ タンザニア
- エレズ検問所 -  パレスチナ（ガザ地区）/ イスラエル
- ラファ検問所 -  パレスチナ（ガザ地区）/ エジプト

## 鉄道のチェックポイント
鉄道の場合、国境駅がその機能を果たす場合もあるが、チェックポイント専用駅を設けている場合や、国境付近の線路上に列車を停止させ、車内で入出国審査を実施する場合がある。また、飛行機と空港に似た例で、ターミナル駅（国際駅）での乗車、下車の際に手続きを行なう例もある。

### 国境駅

#### 香港
- 落馬洲駅
- 羅湖駅

両駅は中国本土への出入境以外は許可をうけた住民しか利用できないため、実質的にチェックポイント専用駅である。

#### シンガポール
- ウッドランズ・トレイン・チェックポイント

かつては、マレーシア方面から来た場合のみ、便宜的に入国手続き後下車できた。そのため、当駅発着となる乗車券は発売されていなかった。2011年のタンジョン・パガー駅（シンガポール駅）廃止により、シンガポール側の始発駅になったため、当駅での乗降が可能になった。

#### アメリカ合衆国
- ローゼス・ポイント駅